# VTV3
VTV3 — вьетнамский телеканал, ориентированный на развлекательные телепередачи и телешоу. Входит в VTV.

## История
VTV3 начал вещание в 1994 году во время Чемпионата мира по футболу 1994 года. 31 марта 1996 года началось регулярное вещание. В 2013 канал перешёл в формат 16:9 HDTV.

## Передачи
VTV3 транслирует такие всемирно известные телешоу, как «Кто хочет стать миллионером?», «Волшебная шляпа» (вьетнамская версия «Колеса фортуны»), также спортивные передачи, фильмы и сериалы.